# Eldar Shafir

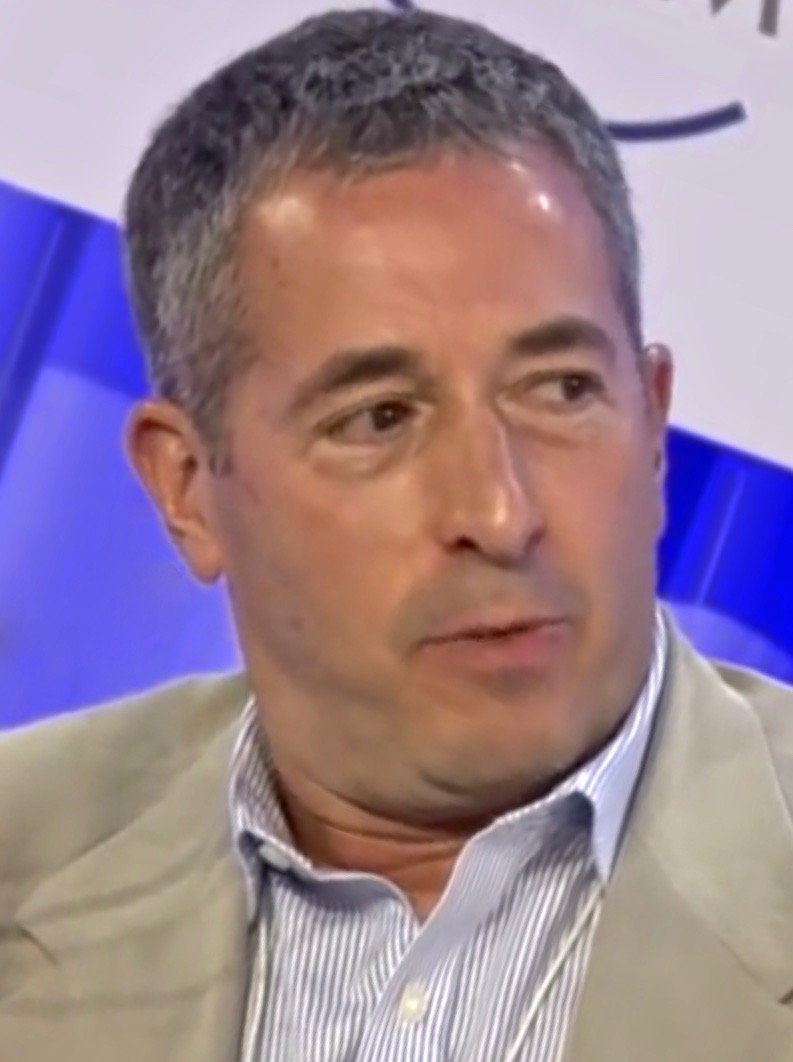
Eldar Shafir

Eldar Shafir (* 1959) ist ein US-amerikanischer Psychologe und der William Stewart Tod Professor für Psychologie und Öffentliche Angelegenheiten an der Princeton University.

## Ausbildung
Shafir erhielt 1984 von der Brown University seinen B.A. (Honors) in Kognitionswissenschaft mit der Note magna cum laude, wobei sein Studienschwerpunkt auf den Themen Logik und Wissenschaftsphilosophie lag. Nach seinem Grundstudium wechselte Shafir an das Massachusetts Institute of Technology (M.I.T.), welches ihm 1988 einen Ph.D. in Kognitionswissenschaft verlieh.

## Beruflicher Werdegang
Nach seiner Promotion arbeitete Eldar Shafir ein Jahr lang als Postdoktorand an der Stanford University, bevor er 1989 eine Stelle als Assistant Professor an der Princeton University annahm, bevor er 1995 zum Associate Professor befördert wurde und 1999 schließlich die William Stewart Tod Professur für Psychologie und Öffentliche Angelegenheiten an der Woodrow Wilson School of Public and International Affairs erhielt. Während dieser Zeit und seitdem war Shafir jedoch auch parallel an der Harvard University (1994–1995), University of Chicago (1998), Universität Venedig (2002–2003), AILUN (2006), Universität Pompeu Fabra (2007–2008) und der Universidad Torcuato di Tella (2012–2013) Gastprofessor, bei der Russell Sage Foundation (1993) Visiting Fellow, ein Fellow des Institute for Advanced Studies der Hebrew University (1994) sowie ein Professor an der Graduate School of Business Leadership in Monterrey (1997–2002).
Shafir ist einer der Mitgründer des 2008 an der Harvard University gegründeten gesellschaftswissenschaftlichen Forschungszentrums ideas42. 2017 wurde er in die American Academy of Arts and Sciences gewählt.
2013 veröffentlichte er gemeinsam mit Sendhil Mullainathan das Buch „Knappheit – was es mit uns macht, wenn wir zu wenig haben“. Die Autoren stellen darin fest, dass alle Erscheinungsformen von Knappheit – gleichgültig ob Knappheit an Gütern oder sozialen Ressourcen – zu ähnlichen Einschränkungen führen.

## Werke
- Eldar Shafir, Sendhil Mullainathan: Scarcity - why having too little means so much. London: Allen Lane, an imprint of Penguin Books, 2013, ISBN 978-1-84614-345-8.
  - deutsch: Knappheit - Was es mit uns macht, wenn wir zu wenig haben. Campus Verlag Frankfurt, 2013, ISBN 978-3-593-42048-6, übersetzt von Carl Freytag.

## Quelle
- Curriculum Vitae von Eldar Shafir auf der Website der Princeton University (Englisch) (PDF-Datei; 207 kB)
- DNB 131572377 – Katalogeintrag der Deutschen Nationalbibliothek

| Personendaten    | Personendaten |
| ---------------- | --- |
| NAME             | Shafir, Eldar |
| KURZBESCHREIBUNG | US-amerikanischer Psychologe und der William Stewart Tod Professor für Psychologie und Öffentliche Angelegenheiten an der Princeton University |
| GEBURTSDATUM     | 1959 |